# Villores
Villores és un municipi del País Valencià que es troba a la comarca dels Ports, al País Valencià. Té 48 habitants (INE 2012).

## Geografia
Està situat al vessant d'una muntanya a la vora del riu Bergantes. El clima és continental amb suaus temperatures a les nits d'estiu.
Des de Castelló de la Plana s'accedeix a aquesta localitat a través de la CV-151, prenent després la CV-10 per a accedir a la CV-132, posteriorment es pren la CV-14 per a finalitzar en la CV-119.
El terme municipal de Villores limita amb les localitats de Forcall i de Morella, totes dos a la comarca dels Ports.

## Història
La vila va ser conquerida per Blasco I d'Alagón. Històricament va formar part del terme general de Morella, encara que mai va ser una de les denominades aldees de Morella pel fet de ser un senyoriu laic. Segons Viciana, Blasco I d'Alagón, a l'abril de 1233, va fer donació del lloc al Reial Monestir de Santa Maria de Sixena. Al segle xvi era senyor de Villores i de la Todolella Francesc Joan Ciurana, i la jurisdicció criminal pertanyia a la vila de Morella. El 1806 detenia el senyoriu, juntament amb el de la Todolella, Francesc Vidal i Roca.
Com quasi totes les poblacions del Maestrat va prendre part activa en les guerres carlines.

## Alcaldia
Des de 2019 l'alcalde de Villores és Ivan Guimerà Edo de Viu Villores (VV).
| Període                       | Alcalde o alcaldessa      | Partit polític | Data de possessió | Observacions |
| ----------------------------- | ------------------------- | -------------- | ----------------- | ------------ |
| 1979–1983                     | Francesc Grau Folch       | UCD            | 19/04/1979        | --           |
| 1983–1987                     | Pere Balaguer Peñarroya   | PSPV-PSOE      | 28/05/1983        | --           |
| 1987–1991                     | Agustí Fuster Bonet       | PSPV-PSOE      | 30/06/1987        | --           |
| 1991–1995                     | Pere Balaguer Peñarroya   | PSPV-PSOE      | 15/06/1991        | --           |
| 1995–1999                     | Pere Balaguer Peñarroya   | PSPV-PSOE      | 17/06/1995        | --           |
| 1999–2003                     | Pere Balaguer Peñarroya   | PSPV-PSOE      | 03/07/1999        | --           |
| 2003–2007                     | Joaquim Gil Mampel        | PSPV-PSOE      | 14/06/2003        | --           |
| 2007–2011                     | Teresa Empar Giner Garcia | PSPV-PSOE      | 16/06/2007        | --           |
| 2011–2015                     | Iván Bono Querol          | PSPV-PSOE      | 11/06/2011        | --           |
| 2015–2019                     | Iván Bono Querol          | PSPV-PSOE      | 13/06/2015        | --           |
| 2019-2023                     | Ivan Guimerà Edo          | VV             | 15/06/2019        | --           |
| Des de 2023                   | Ivan Guimerà Edo          | VV             | 17/06/2023        | --           |
| Fonts: Generalitat Valenciana |                           |                |                   |              |

## Demografia
El 1646 tenia uns 120 habitants; 70 el 1735; 218 el 1850 i 484 el 1910. Des de llavors ha iniciat un progressiu descens.
| 1990 | 1992 | 1994 | 1996 | 1998 | 2000 | 2002 | 2004 | 2006 | 2008 | 2010 | 2011 | 2012 | 2014 | 2015 | 2016 | 2017 |
| ---- | ---- | ---- | ---- | ---- | ---- | ---- | ---- | ---- | ---- | ---- | ---- | ---- | ---- | ---- | ---- | ---- |
| 97   | 92   | 82   | 72   | 66   | 63   | 65   | 56   | 54   | 53   | 51   | 50   | 48   | 42   | 37   | 38   | 42   |

## Economia
Basada tradicionalment en l'agricultura i en la producció d'espardenyes.

## Monuments
Religiosos

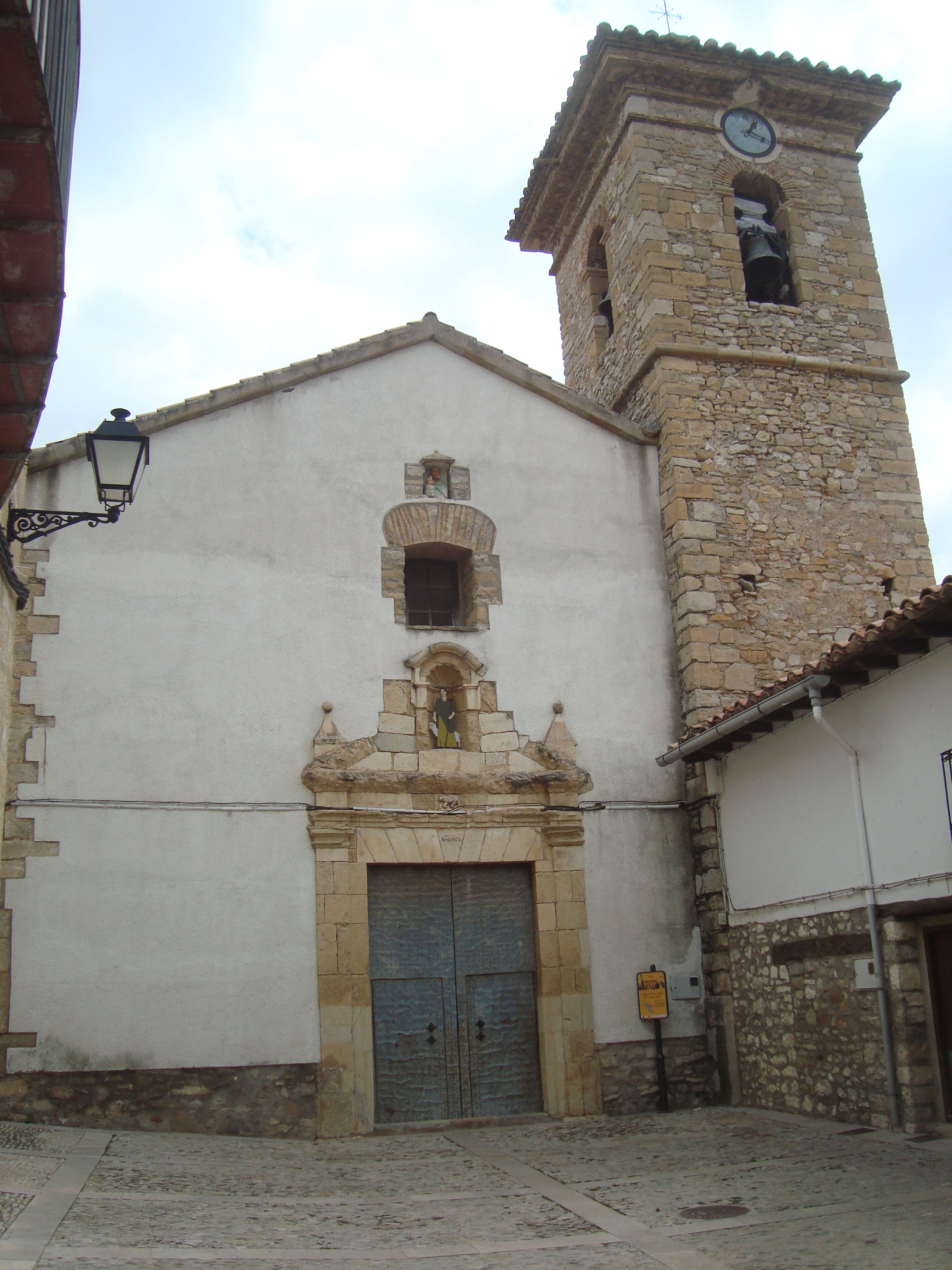
Església dels Sants Joans

- Ermita de la Mare de Déu del Bon Succés. Situada als afores de la població.
- Església parroquial. Dedicada als Sants Joans. Joan Evangelista i Joan Baptista.

Civils
- Castell. Es conserven ruïnes del castell d'origen musulmà.
- Palau dels marquesos de Villores. Actual ajuntament.
- Nucli urbà. D'interès arquitectònic.

## Llocs d'interés natural
- Molí de la Cova
- Muntanya de Sant Joan
- Font del Bosc

## Festes locals
- Sant Antoni Abat. Se celebra el dissabte més pròxim al 17 de gener.
- Romeria al Santuari de la Mare de Déu de la Balma. Se celebra a l'abril, el dissabte anterior al dilluns de Sant Vicent.
- Festes patronals. Se celebren a l'agost durant els dies 13, 14, 15, 16 i 17 en honor de la Mare de Déu del Roser.

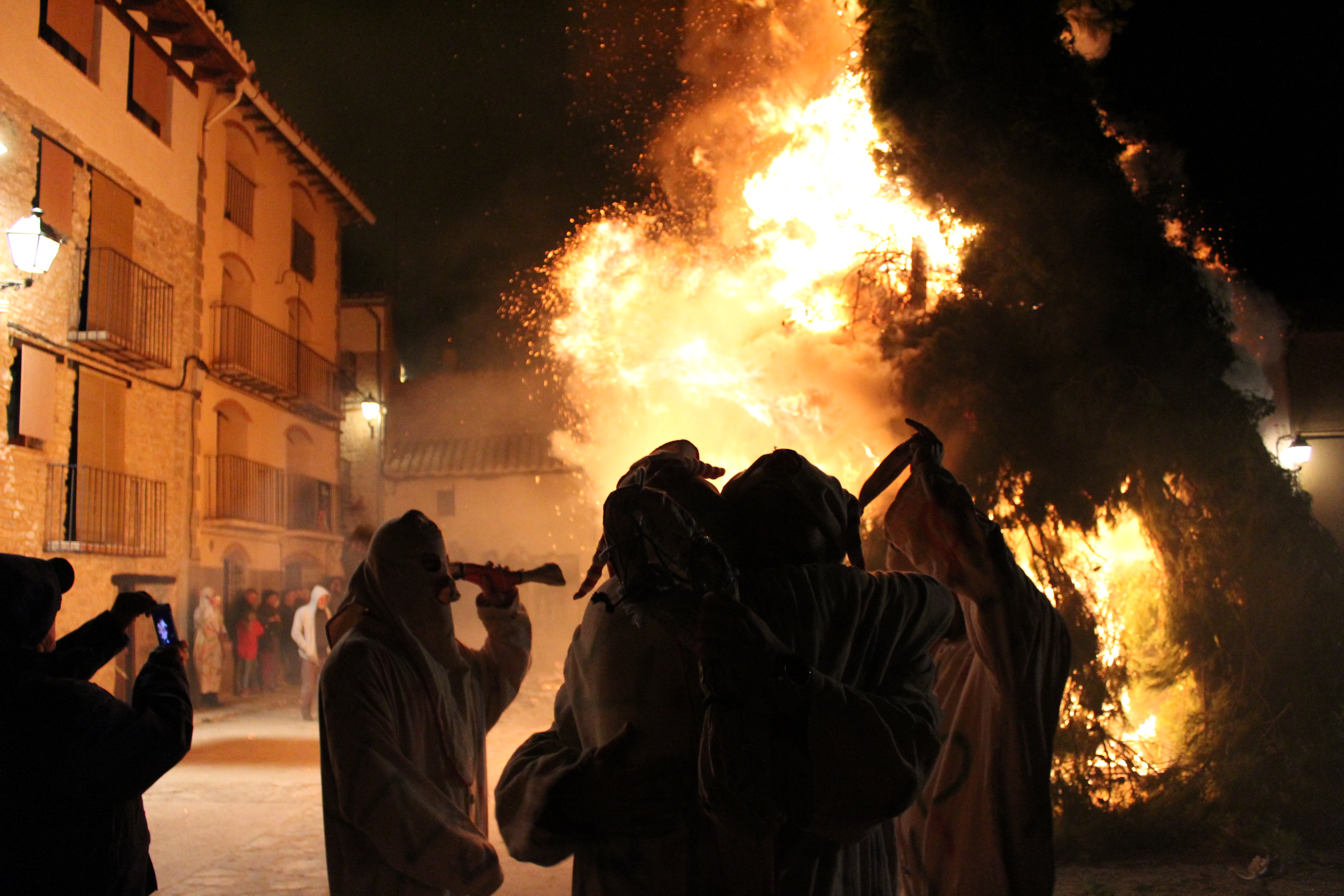
Festa de Sant Antoni Abat.

A més, Villores ha acollit l'Aplec dels Ports en cinc ocasions, els anys 1980, 1989, 1999, 2008 i 2016.